# Gnathopleura ruficoxalis
Gnathopleura ruficoxalis är en stekelart som först beskrevs av Cresson 1865.  Gnathopleura ruficoxalis ingår i släktet Gnathopleura och familjen bracksteklar. Inga underarter finns listade i Catalogue of Life.